# 마에지마 요타
마에지마 요타(일본어: 前嶋 洋太, 1997년 8월 12일~)는 일본의 축구 선수이다.

## 구단 경력
그는 2016년 J2리그의 요코하마 FC에 입단했다. 2018년 J3리그의 카탈레 도야마로 임대 이적했다. 2019년까지 61경기에 출전하여, 9득점을 넣었다. 2020년 J2리그의 미토 홀리호크로 임대 이적했다. 2021년 J1리그의 요코하마 FC로 복귀했다. 2022년 아비스파 후쿠오카로 이적했다. 2023년에 J리그컵 우승을 차지했다.